# Ivan Reitman
Ivan Reitman, OC, född 27 oktober 1946 i Komárno i Tjeckoslovakien (i nuvarande Slovakien), död 12 februari 2022 i Montecito, Kalifornien, USA, var en kanadensisk-amerikansk filmproducent och -regissör. 
Reitman är mest uppmärksammad för sin regi och produktion av komedier, mest under 1980- och 1990-talen.
Ivan Reitman är far till regissören Jason Reitman.

## Filmografi (urval)
| År   | Filmtitel                           | Manus- författare | Regissör | Producent |
| ---- | ----------------------------------- | ----------------- | -------- | --------- |
| 1973 | Cannibal Girls                      | Ja                | Ja       | Ja        |
| 1978 | Deltagänget                         |                   |          | Ja        |
| 1979 | Klantskallarna                      |                   | Ja       |           |
| 1981 | Lumparkompisar                      |                   | Ja       | Ja        |
| 1984 | Ghostbusters – Spökligan            |                   | Ja       | Ja        |
| 1986 | En tavla för mycket                 | Ja                | Ja       | Ja        |
| 1988 | Twins                               |                   | Ja       | Ja        |
| 1989 | Ghostbusters 2                      |                   | Ja       | Ja        |
| 1990 | Dagissnuten                         |                   | Ja       | Ja        |
| 1992 | Stopp! Annars skjuter morsan skarpt |                   |          | Ja        |
| 1992 | Beethoven                           |                   |          | Ja        |
| 1993 | Dave                                |                   | Ja       | Ja        |
| 1993 | Beethovens tvåa                     |                   |          | Ja        |
| 1994 | Junior                              |                   | Ja       | Ja        |
| 1996 | Space Jam                           |                   |          | Ja        |
| 1996 | Private Parts                       |                   |          | Ja        |
| 1997 | Två pappor för mycket               |                   | Ja       | Ja        |
| 1998 | Sex dagar sju nätter                |                   | Ja       | Ja        |
| 2000 | Road Trip                           |                   |          | Ja        |
| 2001 | Evolution                           |                   | Ja       | Ja        |
| 2004 | Eurotrip                            |                   |          | Ja        |
| 2006 | Mitt super-ex                       |                   | Ja       |           |
| 2007 | Disturbia                           |                   |          | Ja        |
| 2009 | Up in the Air                       |                   |          | Ja        |
| 2011 | No Strings Attached                 |                   | Ja       | Ja        |
| 2012 | Hitchcock                           |                   |          | Ja        |
| 2014 | Draft Day                           |                   | Ja       | Ja        |
| 2016 | Ghostbusters                        |                   |          | Ja        |
| 2017 | Baywatch                            |                   |          | Ja        |

## Samarbeten med skådespelare
| Skådespelare          | Klantskallarna (1979) | Lumparkompisar (1981) | Ghostbusters – Spökligan (1984) | Twins (1988) | Ghostbusters 2 (1989) | Dagissnuten (1990) | Dave (1993) | Junior (1994) | Space Jam (1996) | Evolution (2001) | No Strings Attached (2011) |
| --------------------- | --------------------- | --------------------- | ------------------------------- | ------------ | --------------------- | ------------------ | ----------- | ------------- | ---------------- | ---------------- | -------------------------- |
| Bill Murray           | No                    | No                    | No                              |              | No                    |                    |             |               | No               |                  |                            |
| Arnold Schwarzenegger |                       |                       |                                 | No           |                       | No                 | 1           | No            |                  |                  |                            |
| Harold Ramis          |                       | No                    | No                              |              | No                    |                    |             |               |                  |                  |                            |
| Ernie Hudson          |                       |                       | No                              |              | No                    |                    |             |               |                  |                  |                            |
| Dan Aykroyd           |                       |                       | No                              |              | No                    |                    |             |               |                  | No               |                            |
| Kevin Kline           |                       |                       |                                 |              |                       |                    | No          |               |                  |                  | No                         |
| Sigourney Weaver      |                       |                       | No                              |              | No                    |                    | No          |               |                  |                  |                            |
| Danny DeVito          |                       |                       |                                 | No           |                       |                    |             | No            | No               |                  |                            |
| Frank Langella        |                       |                       |                                 |              |                       |                    | No          | No            |                  |                  |                            |
| Rick Moranis          |                       |                       | No                              |              | No                    |                    |             |               |                  |                  |                            |
| Pamela Reed           |                       |                       |                                 |              |                       | No                 |             | No            |                  |                  |                            |

1 Schwarzeneggers framträdande är en cameo.